# Аутентификация по термограмме лица
Аутентификация по термограмме лица — это процесс доказательства и проверки подлинности заявленного пользователем имени, через предъявление пользователем своего биометрического образа (термограммы лица) и путём преобразования этого образа в соответствии с заранее определённым протоколом аутентификации.

## Инфракрасный диапазон
Инфракрасное излучение делится на области, в зависимости от длины волны:
Но существует также и более детальное разделение:
1. Ближний инфракрасный диапазон — NIR, в диапазоне от 0,7 до 1 мкм;
2. Коротковолновый инфракрасный диапазон — SWIR, в диапазоне от 1 до 3 мкм;
3. Средний инфракрасный диапазон — MWIR, в диапазоне от 3 до 5 мкм;
4. Длинноволновый инфракрасный диапазон — LWIR, в диапазоне от 5 до 14 мкм;
5. Сверх-длинноволновый инфракрасный диапазон — VLWIR, в диапазоне выше 14 мкм.

Полосы NIR и SWIR иногда называют «отражённое инфракрасное излучение». А полосы MVIR и LWIR — «тепловое инфракрасное излучение».
Тепловое изображение лица может быть получено в SWIR, MWIR и LWIR диапазонах.
Более светлые участки представляют собой области с более высокими температурами (глаза, губы). Уровень детализации изображения лица снижается с увеличением длины волны.
То есть, наибольшая детализация наблюдается в LWIR диапазоне(за исключением, разумеется, видимого диапазона). Поэтому в условиях освещения используется в основном длинноволновый диапазон.

## Свойства

### Преимущества и недостатки
Распознавание лиц в видимом спектре имеет ряд минусов, которые, в свою очередь, перестают быть проблемой при переходе в инфракрасный диапазон. Так, распознавание лиц не устойчиво относительно внешний условий:
- неравномерное освещение лица;
- недостаточное или полностью отсутствующее освещение;
- угол обзора;
- маскировка: маска, раскраска лица и прочее.

Все эти факторы значительно снижают эффективность работы алгоритмов.
При использовании термограммы, однако, они не играют роли. Поскольку структура вен и тканей человека уникальна, инфракрасные изображения также уникальны. Тепловые изображения не зависят от внешних вышеперечисленных, так как человеческое тело излучает энергию не зависимо от них. Пассивная природа инфракрасных систем обуславливает их низкую сложность и, в то же время, высокую надёжность. Однако, у них существуют и недостатки:
- чувствительность к колебаниям температуры окружающей среды;
- меньшая детализация изображений;
- трудоёмкая интерпретация;
- возникают проблемы с идентификацией лица при наличии очков[4].
Тепловые изображения объекта, носящего очки, могут потерять информацию вокруг глаз, поскольку стекло блокирует большую часть тепловой энергии. Таким образом, тепловизионная система с трудом распознаёт людей внутри движущегося транспортного средства.

### Устойчивость ко взлому
Поиск жизни(Liveness detection) — защита от взлома биометрических систем. Атака копирования (Spoofing attack) является фатальной угрозой для систем биометрической аутентификации. Поиск жизни, целью которого является признание физиологической активности человека в качестве индикатора жизнеспособности для предотвращения атаки копирования, становится очень актуальной темой в области распознавания отпечатков пальцев и радужной оболочки.
Методы поиска жизни позволяют Отличить характеристики живого человека от характеристик, поступающих из других источников. Атака копирования в наши дни стал большой угрозой для биометрии, особенно в области распознавания лиц.
Существуют различные способы подделки изображения. Фото-атака — самый дешёвый и простой способ подделки, так как многообразные изображения лиц обычно находятся в публичном доступе. Использование видео — ещё большая угроза для систем распознавания лиц, потому что оно очень похожа на живое лицо. Оно имеет много физиологических признаков, которых нет на фотографии, таких как движение головы, выражение лица, мигание и т. д. Тепловые изображения могут быть решением проблемы с подделкой и обнаружением живых лиц. Система захватывает только излучаемое тепло, поэтому тепловые изображения, генерируемые из излучаемого тепла фотографии или видео, будут полностью отличаться от теплового изображения человеческого лица.

## Плавные изображения
В системах распознавания лиц также используется плавное изображение (fused image). Оно содержит наложение визуальной и инфракрасной составляющих. Такое строение позволяет сбалансировать преимущества и недостатки каждого отдельно взятого вида изображения. Методы слияния изображения в основном делятся на 3 подтипа:
- Слияние на уровне характеристик (Feature Level Fusion)
- Слияние на уровне решений (Decision Level Fusion)
- Слияние на уровне пикселей (Pixel / Data Level Fusion)

## Алгоритмы аутентификации
Для реализации обработки термограмм используют различные методы машинного обучения:
локальные бинарные шаблоны (Local Binary Pattern — LBR), сетевые локальные дескрипторы (Weber Local Descriptor — WLD), полносверточные нейронные сети (Convolutional Neuron Networks — CNN) и др.
На данный момент в открытом доступе существует две базы данных термограмм: IRIS (Imaging, Robotics and Intelligent System), TFID (Terravic Facial Infrared Database).
Некоторые результаты разработки и комбинирования методов машинного обучения для реализации задач аутентификации:
| Метод                                      | Точность |
| ------------------------------------------ | -------- |
| Fusion of Thermal and Visual               | 90 %     |
| Segmented Infrared Images via Bessel forms | 90 %     |
| PCA for Visual indoor Probes               | 81.54 %  |
| PCA+LWIR                                   | 58.89 %  |
| LDA+LWIR                                   | 73.92 %  |
| Equinox + LWIR                             | 93.93 %  |
| ARENA+LWIR                                 | 99.3 %   |
| Eigenfaces + LWIR                          | 93.3 %   |

### Применение алгоритмов
В настоящее время алгоритмы аутентификации по термограмме не получили широкого распространения. Они используются лишь в узких отраслях, например, военной. Однако, использование ИК-изображений зафиксировано в национальном стандарте РФ обучения биометрических систем.